# Japanse detectiveroman
Japanse detectiveromans zijn een populair genre in de Japanse literatuur. In Japan staat het genre bekend als "Suiri shōsetsu" (推理小説).

## Geschiedenis
Edogawa Rampo was de eerste moderne Japanse detectiveschrijver en de oprichter van de Club voor Detectiveschrijvers (探偵作家クラブ Tantei Sakka Kurabu. Deze club groeide later uit tot de Mystery Writers of Japan 日本推理作家協会 Nihon Suiri Sakka Kyōkai). Rampo was een bewonderaar van Westerse detectiveschrijvers. Hij werd bekend toen hij in de vroege jaren twintig allerlei bizarre, erotische en zelfs fantastische elementen aan het genre toevoegde. Dit kwam ten dele voort uit de sociale spanningen in Japan in aanloop naar de Tweede Wereldoorlog.
De eerste Mystery Writers of Japan Award werd in 1948 gewonnen door Seishu Yokomizu met de roman The Honjin Murders. In deze roman wordt de privédetective Kosuke Kindaichi geïntroduceerd, die vervolgens nog in 76 romans en meerdere televisie-, film- en toneelbewerkingen zou verschijnen. Het werk van Yokomizu kreeg kort na het einde van de Tweede Wereldoorlog veel erkenning en hij ontwikkelde een grote aanhang. Zijn werk stond model voor de naoorlogse Japanse misdaadliteratuur. Yokomizo wordt ook vaak vergeleken met John Dickson Carr en Agatha Christie, schrijvers die hij bewonderde. Uitgeverij Puskin Vertigo heeft sinds 2019 een aantal van zijn belangrijkste werken vertaald uitgegeven.
In 1957 won Seichō Matsumoto de Mystery Writers of Japan Award voor zijn korte verhaal 'Het gezicht' (顔 kao). Dit verhaal, en Matsumoto's latere werk, vormden het begin van het subgenre van de maatschappelijke detective (社会派 shakai ha). Deze verhalen zijn meer sociaal-realistisch en erin worden misdaden beschreven in een alledaagse setting, met motieven binnen een bredere context van sociale en politieke misstanden.
Sinds de jaren tachtig is de 'neo-klassieke school' (新本格派 shin honkaku ha) opgekomen, die teruggrijpt op de regels van het klassieke detectiveverhaal en meer introspectief gericht is. Bekende auteurs in dit genre zijn  Soji Shimada, Yukito Ayatsuji, Rintaro Norizuki, Alice Arisugawa, Kaoru Kitamura en Taku Ashibe.

## Prijzen
- Prijzen voor het beste werk gepubliceerd in het voorgaande jaar:
  - Mystery Writers of Japan Award (sinds 1948) – toegekend door de Mystery Writers of Japan (opgericht in 1947)
  - Honkaku Mystery Award (sinds 2001) – toegekend door de Honkaku Mystery Writers Club of Japan (opgericht in 2000)
- Oeuvreprijs:
  - Japan Mystery Literature Award for Lifetime Achievement (sinds 1998)
- Prijzen voor nog niet gepubliceerde detectiveromans:
  - Edogawa Rampo-prijs (sinds 1955) – toegekend door de Mystery Writers of Japan
  - Yokomizo Seishi-detectiveprijs (sinds 1981)
  - Ayukawa Tetsuya-prijs  (sinds 1990)
  - Mephistoprijs (sinds 1996)
  - Japan Mystery Literature Award for New Writers (sinds 1998)
  - Kono Mystery ga Sugoi!-prijs (sinds 2002)
  - Fukuyama Mystery Literature Award for New Writers (sinds 2009)
  - Agatha Christie-prijs (sinds 2011)
  - Shincho Detectiveprijs (sinds 2014)

De Soji Shimada Mystery Award is een prijs voor de beste Chineestalige detectiveroman vernoemd naar de Japanse detectiveschrijver Soji Shimada en wordt toegekend door de Taiwanese uitgeverij Crown.

## Japanse detective-mangaseries
- Detective Conan (geschreven en getekend door Gosho Aoyama)
- Kindaichi Case Files (geschreven door Yōzaburō Kanari of Seimaru Amagi en getekend door Fumiya Satō)
- Q.E.D. (geschreven en getekend door Motohiro Katō)